# Marlers
 Marlers  es una comuna y población de Francia, en la región de Picardía, departamento de Somme, en el distrito de Amiens y cantón de Poix-de-Picardie.
Su población en el censo de 1999 era de 147 habitantes.
Está integrada en la Communauté de communes du Sud-Ouest Amiénois .

## Demografía
| 154 | 155 | 159 | 152 | 120 | 147 |
| Para los censos de 1962 a 1999 la población legal corresponde a la población sin duplicidades (Fuente: INSEE [Consultar]) |     |     |     |     |     |